# 非洲脂鯉屬
非洲脂鯉屬（學名Brycinus）是鮭脂鯉科下的一屬。它們最初被分類在脂鯉科中，但實際為其他脂鯉目的遠親。
非洲脂鯉屬較為大膽及傾向肉食性。它們經常會被放在水族箱內飼養，但並不適宜與觀賞魚一同飼養，較為適合與短鯛等細小的魚類一起。

## 物種
非洲脂鯉屬有35個物種，大部份都是自20世紀初就已經發現：
- 艾氏非洲脂鯉（B. abeli）
- 安芬非洲脂鯉(B. affinis)
- 巴托氏非洲脂鯉(B. bartoni)
- 巴特非洲脂鯉(B. batesii)
- 雙斑非洲脂鯉(B. bimaculatus)
- 短非洲脂鯉(B. brevis)
- 礫棲非洲脂鯉(B. carmesinus)
- 卡羅利納非洲脂鯉（B. carolinae）
- 頭飾非洲脂鯉(B. comptus)
- 德氏非洲脂鯉(B. derhami)
- 兇猛非洲脂鯉(B. ferox)
- 剛果非洲脂鯉（B. fwaensis）
- 密鱗非洲脂鯉(B. grandisquamis)
- 倭非洲脂鯉(B. humilis)
- 英氏非洲脂鯉（B. imberi）
- 間非洲脂鯉(B. intermedius)
- 傑氏非洲脂鯉(B. jacksonii)
- 金斯利非洲脂鯉（B. kingsleyae）
- 磚紅非洲脂鯉(B. lateralis)
- 雅羅非洲脂鯉(B. leuciscus)
- 長鰭非洲脂鯉（B. longipinnis）
- 微黃非洲脂鯉（B. luteus）
- 大鱗非洲脂鯉（B. macrolepidotus）
- 微非洲脂鯉(B. minutus)
- 黑尾非洲脂鯉(B. nigricauda)
- 尼羅河非洲脂鯉(B. nurse)
- 後紋非洲脂鯉（B. opisthotaenia）
- 帕氏非洲脂鯉(B. peringueyi)
- 波特氏非洲脂鯉（B. poptae）
- 紅胸非洲脂鯉（B. rhodopleura）
- 薩氏非洲脂鯉（B. sadleri）
- 斯考頓非洲脂鯉(B. schoutedeni)
- 帶紋非洲脂鯉（B. taeniurus）
- 特氏非洲脂鯉(B. tessmanni)
- 托氏非洲脂鯉(B. tholloni)